# Lampropelma
Lampropelma is een geslacht van spinnen uit de familie vogelspinnen (Theraphosidae).

## Soorten
De volgende soorten zijn bij het geslacht ingedeeld:
- Lampropelma nigerrimum Simon, 1892
- Lampropelma violaceopes Abraham, 1924